# Tampa Executive Airport

i7
i11
i13
Der Tampa Executive Airport (vormals Vandenberg Airport, ICAO-Code: KVDF, FAA-LID: VDF)  ist ein Flugplatz der Allgemeinen Luftfahrt im Hillsborough County in Florida elf Kilometer östlich der Innenstadt von Tampa mit einer Größe von 166 Hektar. Im Januar 2009 wurde der Flugplatz umbenannt, um die Nähe zu Tampa zu signalisieren und Verwechslungen mit der Vandenberg Air Force Base auszuschließen.
Aufgrund seiner Nähe zu Tampa wird der Flugplatz von Geschäftsreisenden genutzt. Er verfügt über zwei Start- und Landebahnen mit Längen von rund 1000 bzw. 1500 Metern. Betrieben wird er von dem Unternehmen Skyport Aviation, das Kraftstoffe sowie andere Dienste für Luftfahrzeuge der Allgemeinen Luftfahrt anbietet. Der Flugplatz ist über die Interstate 4 und die Interstate 75 erreichbar.
Ursprünglich war der Flugplatz nach Jules Vandenberghe benannt worden, der aus Belgien in die Vereinigten Staaten immigriert war und an der Stelle des heutigen Flugplatzes eine Farm betrieb. Seine zwei Söhne Julian und George waren beide flugbegeistert und bauten eine Landebahn auf der Farm ihres Vaters. George trieb schließlich die Entwicklung des Flugplatzes weiter und entwickelte ihn zu einem der beliebtesten und verkehrsreichsten Plätzen in Florida. Georges Sohn Eddie gründete eine Flugschule und viele andere Unternehmen der Allgemeinen Luftfahrt wurden auf dem Platz betrieben. Dazu gehören unter anderem Sun State Aviation, Gulf Coast Avionics, Jefferies Aviation, Baker Aircraft Service, Dodge Aviation und Hawk Aircraft Refinishing. Des Weiteren ist die Flugstaffel des Sheriffs von Hillsborough auf dem Flugplatz stationiert.